# 京四郎と永遠の空
『京四郎と永遠の空』（きょうしろうととわのそら）は、介錯による漫画作品。『月刊ドラゴンエイジ』にて2006年5月号から2007年7月号まで連載された。また、2007年1月から3月までテレビアニメ版が放送された。

## 概要
大災害の被災地の上に造られた巨大学園都市を舞台に、ラブロマンスやメカアクションを織り込んだファンタジー作品。想像上の王子様に憧れながらも自分も知らない出自の秘密を抱えた少女と、超常の戦いを繰り広げる少年、そのパートナーである少女の三角関係を中心に描く。作者である介錯は作品の主題について、恋する登場人物たちの「時には残酷で、時には夢のような」様々な形の恋愛を描くことであると述べている。
「歴代作品の人気キャラが総出演する、介錯作品の集大成」とも銘打たれているように、サブキャラクターの多くは『神無月の巫女』など、原作者である介錯の他の漫画作品のキャラクターたちがモチーフとなっており、アニメ版のキャスティングについても担当声優の共通化が図られている。また、設定のクロスオーバーも行われており、劇中にも『鋼鉄天使』など過去の介錯作品に関係した単語が登場するなど、総決算的な要素も多い作品であるとも評される。
綾小路4兄弟は『機動戦士ガンダム』のザビ家もモチーフとしている。

## あらすじ
大崩壊から10年が経ち、復興のシンボルとして作られた巨大学園都市「アカデミア」。そこで学園生活をエンジョイしながらも、どこかなじめない少女「白鳥空」の前に、彼女が夢の中で見た王子様と瓜二つの少年「綾小路京四郎」が現れる。
空は、「絶対天使」と呼ばれる人造生命体を巡って人知れず戦いを繰り広げる京四郎と親しくなっていくが、京四郎のパートナーであるせつなとの間の三角関係や、自分自身もまた人間ではなく絶対天使であったという真相に苦悩を深めていく。苦悩の末、空と京四郎は互いの気持ちを確かなものにしようとするが、空が夢に見た「王子様」の正体であり、京四郎が心の拠り所としてきた兄のカズヤ（綾小路一夜）が、事態を仕組んだ元凶として立ちはだかる。カズヤの計画を阻止し捕われた空を奪還するため、京四郎はかつての敵とも共闘してカズヤに立ち向かうが、二度目の大崩壊を防ぐためには空の犠牲が必要だった。

## 登場人物

### 主要人物
白鳥 空（しらとり くう）
声 - 矢作紗友里
本作の主人公。第69学園誠安学園に通う、女子高生。身長155cm。自分には何一つ取り柄がないと思っており、現実を空疎に感じつつ生活している「からっぽ」の少女。人付き合いは嫌いではないが自分に自信がないので、相槌は打つが自分からは積極的には話さない。 天然で、ドジを踏んでしまうことも多々あるが、泣いたり笑ったりと、表情は豊か。
かなり夢見がちな一面があり、自分の心の中の理想像「私の王子様」に頻繁に話しかけ、王子様への手紙を欠かさない。また妄想癖があり、状況を自分の都合によい方向へ解釈し、勝手に盛り上がることが多い。絶対天使との戦いに巻き込まれたことから京四郎らと行動を共にすることになり、彼に「王子様」の姿を重ねて惹かれていくようになるが、戦いの中で自らも人間ではなく、京四郎が滅すべき対象である5体目の絶対天使バスティーユであるという真実を知り苦悩することとなる。せつなと自分のスタイルを比べて落ち込むなど自分を卑下しがちだが、京四郎の前では大胆な行動で迫ることもあった。
綾小路 京四郎（あやのこうじ きょうしろう）
声 - 小西克幸
綾小路家の三男（第4子）で、機動風紀総帥補佐。既に廃校になっているはずの幻の学舎・城塔学園からの転校生として、空の前に現れる。考えごとをする時には常にバイオリンを弾いている。他の兄弟と同様に大崩壊に巻き込まれたが、長兄・カズヤの手で退避カプセルに入れられたため、マナを浴びることなく無傷で生還した。幼少の頃から長兄・カズヤを絶対的かつ盲目的に尊敬しており、空の話す「私の王子様」にカズヤの姿を重ね、それにより空と惹かれあっていく。カズヤの遺志を継ぐべく、中央統合生徒会に与してせつなを含めた絶対天使をすべて回収・破壊すべく行動しているが、空との交流によりその心には揺らぎが生じていく。物語の後半において、自らが生きる規範としてきたカズヤと再会するが、自らの理想像とは程遠かったその本性を知り、苦悩の末にカズヤと対立する道を選ぶ。
少しでも心を許した者には紳士的に穏やかな口調で接するが、逆に気に入らない相手には口調も豹変し、乱暴な態度になる。せつなに対しては冷酷非情な態度を取ることが多かったが、それはカズヤの遺志に従っているためであり根は優しい。漫画版の結末では、心では空を愛しながらせつなと結ばれている。
せつな
声 - 松岡由貴
絶対天使クラウソラス。身長156cm。右腕に絶対天使の紋章を持つ。京四郎の保有する絶対天使で、“夢想の刻のせつな”とも呼ばれる。シルクのような金髪と雪のように白い肌、宝石のように輝く碧い瞳の持ち主。髪には、京四郎から貰ったカズヤの形見の鈴を着けており、その音色によって集中力を高める。京四郎のパートナーとして共に闘い、行動する。京四郎に絶対服従しており、「京四郎はその方がいいの？」「京四郎はそうしたいの？」が口癖。京四郎の喜びが彼女の喜びでもある。
メイドの姿をして何でもテキパキこなす完璧美少女で、空からは「お姫様」と喩えられる。しかしあまり感情を表に出さないものの、本心では京四郎と空が心情的に近づいていることに嫉妬しており、京四郎を不快にさせないため懸命に我慢している。漫画版のエピローグで、クラウソラスを出現させる力は天使の創造する力。一生を愛されたせつなは京四郎の魂を中心に。漫画版のエピローグでは転生する空と京四郎の魂を再び巡り会わせるため、京四郎と結ばれ彼の子供を産んでいる。

### 空達を取り巻く人々
かおん
声 - 川澄綾子
絶対天使ムラクモ。身長165cm。左腕に絶対天使の紋章を持つ。ミカの保有する絶対天使で、“月の螺旋のかおん”とも呼ばれる。東月封魔女学園の生徒でもある。右耳側に三日月のイヤリングを着けており、それによって集中力を高める。ミカにより基本プログラムの“再調整”を受けており、強度の増強と記憶の書き換えが頻繁に行われている。
エターナル・マナの摂取効率がクラウソラス、バドラスに比べ著しく低いゆえに現在は少し改善されているものの、ひみこ以外の人間から安定してマナを摂取することができず、常にひみこがそばにいる。ひみこにはマナの摂取源としてではなく、彼女にとってミカ以上とも言える特別な愛情を抱いている。ミカの命により空を付けねらうも、失敗。その後“再調整”によって紋章をミカのものに書き換えられ、ひみこに関する記憶をなくしてしまうが、ひみこからの彼女に対する想いのキスで記憶を蘇らせた。
モチーフは『神無月の巫女』の姫宮千歌音。また原作者はかおんとひみこは千歌音と姫子の1年後の姿をイメージしたと語っている。温泉を舞台にしたDVD特典映像ではひみこを愛するあまり若干キャラが壊れていた。
ひみこ
声 - 下屋則子
東月封魔女学園の生徒で、ミカの愛人の1人。しかし、愛されている様子はない。身長160cm。「ひみこ」の名はミカから僕たる証として授けられたものである。本名は、本編の始まる以前、当時の同級生にひどくその名前をからかわれたという過去があり、人前では明かしたがらない。かおんにだけは出逢って間もない頃に恥じらいながらも教えていたが、その後かおんはミカの指示による調整により、ひみこの本名の記憶を完全に消されてしまった。ひみこはかおんにエターナル・マナを安定して供給できる唯一の人物であり、かおんに寄り添い、彼女のことをいつも心配している。引っ込み思案で弱気な性格であるものの、かおんのためなら命を投げ出すことも厭わない。また、彼女に対しては性的なことにも大胆である。かおんとの出逢いは小説で明かされており、その際には雅号として「崇娃（すうけい）」と名乗っていた。初期ではミカの過激な衣装を着て戦うという設定もあった。
モチーフはかおんと同じく、『神無月の巫女』の来栖川姫子。

### 綾小路家関係者
綾小路 三華（あやのこうじ ミカ）
声 - 田中敦子
綾小路家の長女（第3子）。女王のような美貌とスタイルに加え、知能指数も極めて高い妖艶な才女。東月封魔女学園生徒会長であり、元は中央連合生徒会の絶対天使管理局を率いていたが、思想の違い等を理由として離反、東方生徒会を独立させた。かおんを始め、多くの女生徒を支配下においており、強大な権力、人脈を持つ。
大崩壊に巻き込まれた影響で視力が極端に落ちており、左右の瞳の色が違うオッドアイの持ち主である。それゆえ、常に専用のメガネをかけている。
絶対天使の私有化を図り、東月封魔女学園に巨大な絶対天使研究施設を構え、科学的・魔術的見地からそれらを研究。そのためには非合法な手段も辞さなかったため、中央連合生徒会から反逆者として敵視される。しかし、彼女の真の目的は絶対天使の力ではなく、かつて大崩壊の中で重傷を負った自分を励まし続けてくれた看護婦の女性、及び少女時代にかけがえのない親友であったとある少女、この二人と同じ面影を持つムラクモを、心と力を兼ね備えた完全な存在に磨きあげることにあった。かおんと空を融合させることでムラクモを最強の絶対天使にすべく、空を手に入れようと狙う。カズヤに激しい敵意を抱くが、そのカズヤの手で最期を迎えることになる。
原作者の介錯は「ミカは神無月の巫女における残された側の巫女のその後」「残された悲しみのため性質の変化してしまった、この世界の姫子」とBBSでコメントしている。
モチーフキャラは（声が違うが）『神無月の巫女』のミヤコ。ミカ役の田中は『神無月の巫女』では姫子と千歌音の愛機であるアメノムラクモを演じていた。
たるろって
声 - 望月久代
絶対天使バドラス。右太腿に絶対天使の紋章を持つ。ソウジロウの保有する絶対天使で、“仕組まれた遊星のたるろって”とも呼ばれる。外見は幼く、ネコの耳と尻尾のようなものを付けている。ステップを踏みリズムを刻むことで集中力を高める。
常にカリカリ怒っていて好戦的。心の中から沸き上がる怒りをすべての物に向け、無作為に選んだ学園の生徒たちからエターナル・マナを吸い上げてまわる。好物はホットケーキ等の甘いもの。
モチーフは『魔法少女猫たると』のたると＋シャルロッテ。
綾小路 蒼二朗（あやのこうじ ソウジロウ）
声 - 岸祐二
綾小路家の次男。身長215cmの圧倒的な巨躯と、大崩壊によって顔に刻まれた十字の傷が特徴。西フランシス学院生徒会長（現在は休学中）にして西方生徒会連盟代表者の1人で、元・機動風紀総帥。たるろっての契約者で、彼女の保護者的存在でもある。
強面の外見とは裏腹に、たるろってに何を言われてもどんな仕打ちを受けても行動を共にし、時に彼女の怒りを甘んじて受けとめる温厚な人物であり、ジンを初めとした機動風紀からの人望も厚い。趣味は菓子作りで、その腕前は高い。
絶対天使対策のために機動風紀で活動していたが、偶然発見したたるろっての境遇を憂いて、彼女を守るために失踪した。絶対天使の保護を考えるようになるが、たるろってのことで手一杯な上、京四郎からは「裏切り者」として敵視され、説得も上手くいかず、絶対天使同士の争い、ひいては綾小路家の兄弟ケンカを広めてしまった。カズヤとの戦いでは京四郎と共に戦った。
モチーフキャラは（声は違うが）『神無月の巫女』のギロチ。
ワルテイシア
声 - 緒方恵美
絶対天使メギンギョルドの魂を構成するエターナル・マナを、カズヤが鋼鉄天使の身体に定着させた存在。“太陽と孤独のワルテイシア”とも呼ばれる。他者の精神に干渉する能力を持つ。
既に破壊され失われたかと思われていたが、アカデミア大学園祭の日、カズヤと共に京四郎らの前にその姿を現し、彼らと交戦。全てが終わった後は廃人化したカズヤと共に過ごす。
モチーフは『円盤皇女ワるきゅーレ』のワルキューレ。
綾小路 一夜（あやのこうじ カズヤ）
声 - 成田剣
綾小路家の長男。真紅の髪に黄金の瞳を持つ美男子。
京四郎にとって「華麗で、強くて、でも優しくて、いつでも笑顔をくれる。そして何があっても必ず勝利する」神話的存在であり、生涯の目標にして壁。オリンピック選手にも匹敵する身体能力と、世界中の科学者の中でも群を抜く知能を誇る天才少年であり、祖父・綾小路霊太郎の天使開発計画にも参加した。空の記憶の中に存在する「私の王子様」の正体でもある。
10年前の大崩壊の際、幼い京四郎をカプセルに退避させ死んだと思われていたが、絶対天使の発したマナを間近で浴びた結果、最も純度の高いマナを身体に秘めた最強の超能力者となって生存していた。アカデミア大学園祭の日、ワルテイシアと共に京四郎の前に再び現れ、最後の敵として立ちはだり、敗れ去った。以降は廃人と化し、ワルテイシアと共に過ごす。
モチーフキャラについては明言されていない。

### その他
大神 ジン（おおがみ ジン）
声 - 間島淳司
機動風紀七番隊隊長。
劇中では数少ない良識人であると同時に、京四郎の行動に頭を悩まされている苦労人。
アニメ版では原作とは逆に、京四郎に何かと嫌味な態度をとる、鼻持ちならない人物として描かれている。カズヤとの戦いでは京四郎を励ます一面を見せたが、その戦闘で助けたひみこからは礼も言われずに無視されたり、DVDの特典映像では隊員たちと共に死体になると、散々な目にも遭っている。
モチーフは『神無月の巫女』の大神ソウマ。
こずえ
声 - 佐藤利奈
空の幼少時代からの親友。父親の形見であるゴーグルを頭に乗せている。常に空のことを気にかけている。女性同士で接吻を交わす描写のある漫画を持っている。アニメでは姓は「佐藤」となる。

## 絶対天使
天使核（エンゼルハート）を中心に、マナを人間型に圧縮・固定化した不滅の人造生命体。それぞれの絶対天使には、喜怒哀楽の感情をモチーフにした紋章が刻まれている。
一切の不純物を排除した天使エネルギーの結晶体で、人間の意志の力「エターナル・マナ」をエネルギーに稼動する。このマナを人間から摂取する方法は、対象者とキスをすることであり、ゆえに人間とのキスは絶対天使には必要不可欠な行為である。
体内にはマナ増幅機能が搭載されており、少量のエターナル・マナで高出力を発揮することが可能。これによりマナが尽きぬ限り無限に再生する絶対輪廻、旧約天使形態を利用し、物理法則を無視した移動を可能とする絶対転移、高密度エネルギーによりあらゆる物質を破壊する絶対殲滅などの、様々な超常能力を持つ。また絶対天使個人の感情・意思により、その力は増減することも確認されている。
絶対天使クラウソラス
せつなの旧約天使形態。「剣の右手」とも呼ばれ、「臨拳」の召喚名称を持つ。人型・右腕形態を模し、京四郎の愛馬・ユニコーンと合体することで突貫（ライジングユニコーン）形態にも変形可能。
絶対天使バドラス
たるろっての旧約天使形態で女性的なフォルムが特徴。「足の剣（剣の右脚、双脚、両足の剣等）」とも呼ばれ、「装脚」の召喚名称を持つ。人型・双脚形態を模す。
絶対天使ムラクモ
かおんの旧約天使形態。「剣の左手」とも呼ばれ、「抜刀」の召喚名称を持つ。人型・左腕・槍にも似た刀の形態を模す。
ミカの度重なる“再調整”の結果、強制的に常にパワー全開の状態で戦うことが可能となっている。
モチーフは『神無月の巫女』の剣神天群雲剣。
絶対天使メギンギョルド
ワルテイシアの旧約天使形態で女性的なフォルムが特徴。人型・胴体形態を模す。
既に破壊され失われたと思われていたが、魂と肉体の2つに分かれてこの世に在り続けていた。
絶対天使バスティーユ
空の旧約天使形態。　

## 用語解説
学園都市アカデミア
大崩壊後に完成した、100以上の学区を設ける巨大学園都市。人々が生活する都市機能のすべてを有し、生徒たちが自治を担当することにより、未来を担う若人の勉学、修練の場となっている。
都市内の学園の機能は、所属学園の各生徒会長が議会に参加し、各種方針を決める中央統合生徒会によって管理・統括されている。
自治を生徒に任せたことにより、学級崩壊やいじめなどの諸問題も解決しているため、国中から生徒が集結している。大人たちは教師や設備建設など、内外で隠れてサポートしている。
機動風紀委員
アカデミアを全統治する中央統合生徒会の、風紀＝秩序・自治を護る生徒会の看板的な存在。学園の治安に対してはあらゆる権限を持っている。
十三番隊まで存在すると言われており、超能力（魔術的なものを含む）に特化した部隊から、先進科学に特化した部隊まで存在し、状況により対応部隊、自治区域が変動する。
鋼鉄天使
永遠不滅の生命体を作る研究の中誕生した、プロトタイプとも呼ばれる絶対天使の前身。人工的に創られた機械の肉体に、天使核（エンゼルハート） を入れて構成される。
機械の肉体では本来の天使エネルギーの出力を受け止め切れず崩壊してしまうため、不完全品となってしまった。
大崩壊
物語開始から10年前、綾小路霊太郎の率いていた研究所にて、絶対天使のエターナル・マナが暴走し発生した惨劇。天には4つに分かれた絶対天使が流星のように弾け、日本全土には紅いマナの残滓が7日7晩雪のように降ったとされたことから、「熱い雪の7日間」とも呼ばれる。
爆心地を中心に、関東の大半と、中部地方・東海地方は完全に壊滅し、全世界の機能を停止させる大惨事となった。この大崩壊によって発生した爆発跡地は、形状が巨人の形に見えるため、関東ネフェリム平野と呼ばれている。
大崩壊によって周囲に降り注いだマナは、多くの人間を死に至らしめた。しかしごく一部にはそれを乗り越え、強靭な生命力と人を超えた特殊能力を身につけた超能力者（ハロー）となって生存した者も存在する。それらの超能力者の身体のどこかには、天使の眷族の証である羽の形のアザが刻まれている。

## 書誌情報
単行本は富士見書房より発売されている。全3巻。
1. 京四郎と永遠の空1 2006年10月28日初版発行 ISBN 4-04-712469-9
2. 京四郎と永遠の空2 2006年12月28日初版発行 ISBN 4-04-712477-X
3. 京四郎と永遠の空3 2007年8月9日初版発行 ISBN 978-4-04-712506-3

## テレビアニメ
2007年1月から3月にかけて放送された。全12話。

### スタッフ
- 原作 - 介錯（富士見書房「月刊ドラゴンエイジ」連載）
- 監督 - 柳沢テツヤ
- シリーズ構成・脚本 - 植竹須美男
- キャラクターデザイン・総作画監督 - 藤井まき
- デザインワークス - まさひろ山根
- プロップデザイン - 宮豊
- 美術監督 - 飯島寿治
- 色彩設計 - 日比野仁、渡辺康子（英語版）
- 撮影監督 - 沢直人
- 編集 - 櫻井崇
- 音楽 - 窪田ミナ
- 音響監督 - 岩浪美和
- プロデューサー - 武智恒雄、川瀬浩平、紅谷佳和、納谷僚介、中川忍
- チーフプロデューサー - 日高功
- 制作プロデューサー - 吉田勇樹
- アニメーション制作 - ティー・エヌ・ケー
- 製作 - 『京四郎と永遠の空』製作委員会（東芝エンタテインメント、クロックワークス、ジェネオン エンタテインメント、AT-X、STUDIO MAUSU、ティー・エヌ・ケー）

### 主題歌
オープニングテーマ「クロス＊ハート」
作詞・作曲 - rino / 編曲 - 海星響 / 歌 - CooRie
エンディングテーマ「微睡みの楽園」
作詞 - こだまさおり / 作曲・編曲 - 小高光太郎 / 歌 - Ceui

### 各話リスト
| 話数 | サブタイトル               | 絵コンテ          | 演出       | 作画監督                       |
| ---- | -------------------------- | ----------------- | ---------- | ------------------------------ |
| 1    | 永遠の空（とわのそら）     | 柳沢テツヤ        | 柳沢テツヤ | 塩川貴史                       |
| 2    | 三華月百夜                 | 柳沢テツヤ        | 室谷靖     | 石橋有希子                     |
| 3    | 舞い踊る螺旋               | 喜多谷充          | 松澤建一   | 成川多加志                     |
| 4    | 恋蛍                       | 室谷靖 柳沢テツヤ | 小林浩輔   | 小林多加志                     |
| 5    | くちづけ洗礼               | 高本宣弘          | 柳伸亮     | 大河原晴男                     |
| 6    | ゆめはて十字路             | 久保太郎          | 久保太郎   | 森前和也 野口孝行 石橋有希子   |
| 7    | 彷徨いの哀歌               | 葛谷直行          | 佐々木皓一 | 中島美子                       |
| 8    | 刻の目覚め                 | 室谷靖            | 田中一     | 松浦仁美 田畑アキラ 成川多加志 |
| 9    | 乙女見果てぬ               | 湖山禎崇          | 小林浩輔   | 渡辺伸弘                       |
| 10   | 天使の牢獄（バスティーユ） | 高本宣弘          | 城所聖明   | 李政權                         |
| 11   | 天使回廊                   | 久保太郎          | 寺沢伸介   | 清水勝祐                       |
| 12   | 永遠の空（えいえんのくう） | 柳沢テツヤ        | 柳沢テツヤ | 藤井まき                       |

### 放送局
| 放送地域   | 放送局     | 放送期間               | 放送日時                     | 放送区分       | 備考                            |
| ---------- | ---------- | ---------------------- | ---------------------------- | -------------- | ------------------------------- |
| 日本全国   | AT-X       | 2007年1月5日 - 3月23日 | 金曜 13:30 - 14:00           | CS放送         | 製作委員会参加 リピート放送あり |
| 神奈川県   | tvk        | 2007年1月7日 - 3月25日 | 日曜 1:30 - 2:00（土曜深夜） | 独立UHF局      |                                 |
| 埼玉県     | テレ玉     | 2007年1月9日 - 3月27日 | 火曜 1:30 - 2:00（月曜深夜） | 独立UHF局      |                                 |
| 千葉県     | チバテレビ | 2007年1月9日 - 3月27日 | 火曜 2:10 - 2:40（月曜深夜） | 独立UHF局      |                                 |
| 兵庫県     | サンテレビ | 2007年1月9日 - 3月27日 | 火曜 2:10 - 2:40（月曜深夜） | 独立UHF局      |                                 |
| 中京広域圏 | メ〜テレ   | 2007年2月17日 - 5月5日 | 土曜 4:15 - 4:45（金曜深夜） | テレビ朝日系列 |                                 |

### DVD
テレビアニメ版を収録した全6巻。また、各巻には短編映像特典としてテレビ未放送エピソードが収録されている。2011年には廉価版も発売された。

## 小説
富士見ファンタジア文庫より小説版が発売されている。著者は植竹須美男。原作・イラストは介錯。アニメやコミックスでは描かれなかった前日譚を描いた短編集。
- 京四郎と永遠の空 ―前奏曲―（2007年2月20日初版発行、ISBN 978-4-8291-1905-1）

## インターネットラジオ
インターネットラジオ番組「RADIO京四郎」（レディオきょうしろう）が、i-revo TE-A roomで2006年8月30日より2007年9月19日まで配信（全28回）。パーソナリティは、大神ジン役の間島淳司とヒミコ役の下屋則子。聴取するにはi-revo会員登録（無料）が必要。
2004年から2005年にかけて配信されていたインターネットラジオ番組「RADIO神無月」と同じパーソナリティに加えて、「RADIO神無月」と同様にパーソナリティ2人から神様と呼ばれる構成作家も参加しており、同番組の続編のようなラジオ番組となっている。

### コーナー
作れ理想の王子様
リスナーによる理想の王子様の仕草やセリフなどの妄想を募集する。
空想お絵かき
与えられた幾つかの情報を元に絵を書き上げる。
機動風紀7番隊隊長補佐
リスナーからのお悩み相談コーナー。

### ゲスト
- 矢作紗友里（#5,6,11,12,21,22）
- 松岡由貴（#7,8）
- 生天目仁美（#13,14）